# Slaviša Jokanović
Slaviša Jokanović (Servisch: Славиша Јокановић) (Novi Sad, 16 augustus 1968) is een Servisch voetbalcoach en voormalig voetballer. In december 2015 werd hij aangesteld als manager bij Fulham, waar hij in november 2018 werd ontslagen.

## Spelerscarrière

### Clubcarrière
Jokanović startte zijn carrière bij twee clubs in zijn geboorteplaats Novi Sad. Eerst speelde hij voor FK Novi Sad en daarna voor FK Vojvodina. In het seizoen 1988/89 werd hij kampioen met die laatste club. In 1990 maakte de controlerende middenvelder de overstap naar FK Partizan, waarmee hij ook de Joegoslavische titel binnen wist te slepen.
Drie jaar later verkaste Jokanović naar Spanje, waar hij voor Real Oviedo ging spelen. Na twee jaar vertrok hij weer, toen hij aangetrokken werd door CD Tenerife. Bij die club hield hij het lang vol, aangezien hij vier jaar actief was op de Canarische Eilanden. In 1999 werd hij gekocht door Deportivo La Coruña, waarmee hij in het seizoen 1999/00 verrassend de Spaanse titel binnenhaalde. In 2000 werd de Joegoslaviër overgenomen door Chelsea, waar hij weinig aan spelen toe kwam. In 2002 stopte hij, al speelde hij in het seizoen 2003/04 nog een paar wedstrijden voor Ciudad de Murcia.

### Interlandcarrière
Jokanović kwam in totaal vierenzestig keer uit voor de nationale ploeg van Joegoslavië in de periode tussen 1991 en 2002. In die duels wist hij tien maal doel te treffen. Onder leiding van bondscoach Ivica Osim maakte hij zijn debuut op 27 februari 1991 in de vriendschappelijke uitwedstrijd tegen Turkije (1–1) in İzmir. Hij viel tijdens dat duel na drieëntachtig minuten in voor Željko Petrović. De andere debutanten in die wedstrijd namens Joegoslavië waren Davor Šuker (Dinamo Zagreb), Miroslav Đukić (Deportivo La Coruña) en Dražen Ladić (Dinamo Zagreb).
| Interlands van Slaviša Jokanović voor Joegoslavië | Interlands van Slaviša Jokanović voor Joegoslavië | Interlands van Slaviša Jokanović voor Joegoslavië | Interlands van Slaviša Jokanović voor Joegoslavië | Interlands van Slaviša Jokanović voor Joegoslavië | Interlands van Slaviša Jokanović voor Joegoslavië |
| №                                                 | Datum                                             | Wedstrijd                                         | Uitslag                                           | Competitie                                        | Goals                                             |
| Als speler van FK Partizan                        | Als speler van FK Partizan                        | Als speler van FK Partizan                        | Als speler van FK Partizan                        | Als speler van FK Partizan                        | Als speler van FK Partizan                        |
| ------------------------------------------------- | ------------------------------------------------- | ------------------------------------------------- | ------------------------------------------------- | ------------------------------------------------- | ------------------------------------------------- |
| 1                                                 | 27 februari 1991                                  | Turkije – Joegoslavië                             | 1 – 1                                             | Vriendschappelijk                                 |                                                   |
| 2                                                 | 8 augustus 1991                                   | Tsjecho-Slowakije – Joegoslavië                   | 0 – 0                                             | Vriendschappelijk                                 |                                                   |
| 3                                                 | 4 september 1991                                  | Zweden – Joegoslavië                              | 4 – 3                                             | Vriendschappelijk                                 |                                                   |
| 4                                                 | 16 oktober 1991                                   | Faeröer – Joegoslavië                             | 0 – 2                                             | EK 1992 kwalificatie                              |                                                   |
| 5                                                 | 30 oktober 1991                                   | Brazilië – Joegoslavië                            | 3 – 1                                             | Vriendschappelijk                                 |                                                   |
| 6                                                 | 13 november 1991                                  | Oostenrijk – Joegoslavië                          | 0 – 2                                             | EK 1992 kwalificatie                              |                                                   |
| Als speler van Real Oviedo                        |                                                   |                                                   |                                                   |                                                   |                                                   |
| 7                                                 | 23 december 1994                                  | Brazilië – Joegoslavië                            | 2 – 0                                             | Vriendschappelijk                                 |                                                   |
| 8                                                 | 27 december 1994                                  | Argentinië – Joegoslavië                          | 1 – 0                                             | Vriendschappelijk                                 |                                                   |
| 9                                                 | 31 mei 1995                                       | Joegoslavië – Rusland                             | 1 – 2                                             | Vriendschappelijk                                 |                                                   |
| Als speler van CD Tenerife                        |                                                   |                                                   |                                                   |                                                   |                                                   |
| 10                                                | 20 september 1995                                 | Griekenland – Joegoslavië                         | 0 – 2                                             | Vriendschappelijk                                 |                                                   |
| 11                                                | 27 maart 1996                                     | Joegoslavië – Roemenië                            | 1 – 0                                             | Vriendschappelijk                                 |                                                   |
| 12                                                | 24 april 1996                                     | Joegoslavië – Faeröer                             | 3 – 1                                             | WK 1998 kwalificatie                              |                                                   |
| 13                                                | 2 juni 1996                                       | Joegoslavië – Malta                               | 6 – 0                                             | WK 1998 kwalificatie                              |                                                   |
| 14                                                | 6 oktober 1996                                    | Faeröer – Joegoslavië                             | 1 – 8                                             | WK 1998 kwalificatie                              | Goal · Goal                                       |
| 15                                                | 10 november 1996                                  | Joegoslavië – Tsjechië                            | 1 – 0                                             | WK 1998 kwalificatie                              |                                                   |
| 16                                                | 14 december 1996                                  | Spanje – Joegoslavië                              | 2 – 0                                             | WK 1998 kwalificatie                              |                                                   |
| 17                                                | 28 december 1996                                  | Argentinië – Joegoslavië                          | 2 – 3                                             | Vriendschappelijk                                 |                                                   |
| 18                                                | 12 maart 1997                                     | Joegoslavië – Rusland                             | 0 – 0                                             | Vriendschappelijk                                 |                                                   |
| 19                                                | 2 april 1997                                      | Tsjechië – Joegoslavië                            | 1 – 2                                             | WK 1998 kwalificatie                              |                                                   |
| 20                                                | 8 juni 1997                                       | Joegoslavië – Slowakije                           | 2 – 0                                             | WK 1998 kwalificatie                              |                                                   |
| 21                                                | 12 juni 1997                                      | Ghana – Joegoslavië                               | 1 – 3                                             | Vriendschappelijk                                 | Goal                                              |
| 22                                                | 14 juni 1997                                      | Egypte – Joegoslavië                              | 0 – 0                                             | Vriendschappelijk                                 |                                                   |
| 23                                                | 16 juni 1997                                      | Zuid-Korea – Joegoslavië                          | 1 – 1                                             | Vriendschappelijk                                 | Goal                                              |
| 24                                                | 20 augustus 1997                                  | Rusland – Joegoslavië                             | 0 – 1                                             | Vriendschappelijk                                 | Goal                                              |
| 25                                                | 10 september 1997                                 | Slowakije – Joegoslavië                           | 1 – 1                                             | WK 1998 kwalificatie                              |                                                   |
| 26                                                | 11 oktober 1997                                   | Malta – Joegoslavië                               | 0 – 5                                             | WK 1998 kwalificatie                              |                                                   |
| 27                                                | 29 oktober 1997                                   | Hongarije – Joegoslavië                           | 1 – 7                                             | WK 1998 kwalificatie                              |                                                   |
| 28                                                | 15 november 1997                                  | Joegoslavië – Hongarije                           | 5 – 0                                             | WK 1998 kwalificatie                              |                                                   |
| 29                                                | 28 januari 1998                                   | Tunesië – Joegoslavië                             | 0 – 3                                             | Vriendschappelijk                                 | Goal · Goal                                       |
| 30                                                | 25 maart 1998                                     | Colombia – Joegoslavië                            | 0 – 0                                             | Vriendschappelijk                                 |                                                   |
| 31                                                | 22 april 1998                                     | Joegoslavië – Zuid-Korea                          | 3 – 1                                             | Vriendschappelijk                                 | Goal                                              |
| 32                                                | 29 mei 1998                                       | Joegoslavië – Nigeria                             | 3 – 0                                             | Vriendschappelijk                                 |                                                   |
| 33                                                | 3 juni 1998                                       | Japan – Joegoslavië                               | 0 – 1                                             | Vriendschappelijk                                 |                                                   |
| 34                                                | 6 juni 1998                                       | Zwitserland – Joegoslavië                         | 1 – 1                                             | Vriendschappelijk                                 |                                                   |
| 35                                                | 14 juni 1998                                      | Iran – Joegoslavië                                | 0 – 1                                             | WK 1998                                           |                                                   |
| 36                                                | 21 juni 1998                                      | Duitsland – Joegoslavië                           | 2 – 2                                             | WK 1998                                           |                                                   |
| 37                                                | 25 juni 1998                                      | Verenigde Staten – Joegoslavië                    | 0 – 1                                             | WK 1998                                           |                                                   |
| 38                                                | 29 juni 1998                                      | Nederland – Joegoslavië                           | 2 – 1                                             | WK 1998                                           |                                                   |
| 39                                                | 2 september 1998                                  | Joegoslavië – Zwitserland                         | 1 – 1                                             | Vriendschappelijk                                 |                                                   |
| 40                                                | 23 september 1998                                 | Brazilië – Joegoslavië                            | 1 – 1                                             | Vriendschappelijk                                 |                                                   |
| 41                                                | 18 november 1998                                  | Joegoslavië – Ierland                             | 1 – 0                                             | EK 2000 kwalificatie                              |                                                   |
| 42                                                | 10 februari 1999                                  | Malta – Joegoslavië                               | 0 – 3                                             | EK 2000 kwalificatie                              |                                                   |
| 43                                                | 8 juni 1999                                       | Joegoslavië – Malta                               | 4 – 1                                             | EK 2000 kwalificatie                              |                                                   |
| Als speler van Deportivo La Coruña                |                                                   |                                                   |                                                   |                                                   |                                                   |
| 44                                                | 18 augustus 1999                                  | Joegoslavië – Kroatië                             | 0 – 0                                             | EK 2000 kwalificatie                              |                                                   |
| 45                                                | 5 september 1999                                  | Joegoslavië – Macedonië                           | 3 – 1                                             | EK 2000 kwalificatie                              |                                                   |
| 46                                                | 8 september 1999                                  | Macedonië – Joegoslavië                           | 2 – 4                                             | EK 2000 kwalificatie                              |                                                   |
| 47                                                | 9 oktober 1999                                    | Kroatië – Joegoslavië                             | 2 – 2                                             | EK 2000 kwalificatie                              |                                                   |
| 48                                                | 23 februari 2000                                  | Macedonië – Joegoslavië                           | 1 – 2                                             | Vriendschappelijk                                 |                                                   |
| 49                                                | 28 maart 2000                                     | Joegoslavië – China                               | 1 – 0                                             | Vriendschappelijk                                 |                                                   |
| 50                                                | 25 mei 2000                                       | China – Joegoslavië                               | 0 – 2                                             | Vriendschappelijk                                 |                                                   |
| 51                                                | 28 mei 2000                                       | Zuid-Korea – Joegoslavië                          | 0 – 0                                             | Vriendschappelijk                                 |                                                   |
| 52                                                | 30 mei 2000                                       | Zuid-Korea – Joegoslavië                          | 0 – 0                                             | Vriendschappelijk                                 |                                                   |
| 53                                                | 13 juni 2000                                      | Slovenië – Joegoslavië                            | 3 – 3                                             | EK 2000                                           |                                                   |
| 54                                                | 18 juni 2000                                      | Noorwegen – Joegoslavië                           | 0 – 1                                             | EK 2000                                           |                                                   |
| 55                                                | 21 juni 2000                                      | Spanje – Joegoslavië                              | 4 – 3                                             | EK 2000                                           |                                                   |
| Als speler van Chelsea                            |                                                   |                                                   |                                                   |                                                   |                                                   |
| 56                                                | 3 september 2000                                  | Luxemburg – Joegoslavië                           | 0 – 2                                             | WK 2002 kwalificatie                              | Goal                                              |
| 57                                                | 28 maart 2001                                     | Slovenië – Joegoslavië                            | 1 – 1                                             | WK 2002 kwalificatie                              |                                                   |
| 58                                                | 25 april 2001                                     | Joegoslavië – Rusland                             | 0 – 1                                             | WK 2002 kwalificatie                              |                                                   |
| 59                                                | 1 september 2001                                  | Zwitserland – Joegoslavië                         | 1 – 2                                             | WK 2002 kwalificatie                              |                                                   |
| 60                                                | 5 september 2001                                  | Joegoslavië – Slovenië                            | 1 – 1                                             | WK 2002 kwalificatie                              |                                                   |
| 61                                                | 6 oktober 2001                                    | Joegoslavië – Luxemburg                           | 6 – 2                                             | WK 2002 kwalificatie                              | Goal                                              |
| 62                                                | 13 februari 2002                                  | Mexico – Joegoslavië                              | 1 – 2                                             | Vriendschappelijk                                 |                                                   |
| 63                                                | 27 maart 2002                                     | Brazilië – Joegoslavië                            | 1 – 0                                             | Vriendschappelijk                                 |                                                   |
| 64                                                | 8 mei 2002                                        | Ecuador – Joegoslavië                             | 1 – 0                                             | Vriendschappelijk                                 |                                                   |

## Trainerscarrière
In september 2007 sloot Jokanović zich aan bij de technische staf van het in Madrid gelegen Atlético de Pinto. Drie maanden later werd hij de nieuwe hoofdcoach van zijn oude club FK Partizan, toen Miroslav Đukić bondscoach van Servië werd. In 2008 won hij de dubbel met Partizan door de titel en de beker te winnen. Ook het seizoen erna werden beide prijzen binnengehaald. Op 5 september 2009 verliet de Serviër de club en hij nam afscheid door middel van een open brief.
Op 28 februari 2012 werd Jokanović aangesteld als coach bij het Thaise Muangthong United, waar hij voor één jaar tekende. In dat seizoen werd de Thai Premier League gewonnen en de ploeg bleef ongeslagen. In de zomer van 2013 werd de Serviër de nieuwe coach van Levski Sofia. In oktober werd hij al ontheven uit zijn functie, vanwege tegenvallende resultaten. Op 5 mei 2014 stelde het Spaanse Hércules CF Jokanović aan, maar hij kon de club niet behoeden voor degradatie uit de Segunda División.
Jokanović werd op 7 oktober 2014 aangesteld als manager bij het Engelse Watford, waar hij de vierde manager in vijf weken tijd werd. Onder zijn leiding promoveerde de club op 25 april 2015 naar de Premier League, nadat met 0–2 gewonnen was van Brighton & Hove Albion. Op de laatste speeldag werd de koppositie in het Championship verloren aan AFC Bournemouth na een gelijkmaker in de laatste minuut van Sheffield Wednesday. Ondanks de promotie moest hij plaatsmaken voor de Spanjaard Quique Sánchez Flores, die in juni 2015 voor twee seizoenen tekende bij Watford. Jokanović tekende daarop een contract bij Maccabi Tel Aviv. Die club verliet hij in december 2015 om manager van Fulham te worden. Bij Maccabi werd hij opgevolgd door Peter Bosz.

## Erelijst

### Als speler
FK Vojvodina
- Prva Liga

1988/89
 FK Partizan
- Prva Liga

1992/93
- Beker

1991/92
 Deportivo La Coruña
- Primera División

1999/00
- Supercopa

2000

### Als coach
FK Partizan
- Superliga

2007/08, 2008/09
- Lav Kup

2007/08, 2008/09
 Muangthong United
- Thai Premier League

2012